# Schlossmacherite
La schlossmacherite è un minerale appartenente al gruppo dell'alunite. È stata spesso attribuita al gruppo della beudantite perché contiene una certa quantità sia di SO4 che di AsO4 ma in base al ricalcolo dei dati analitici effettuato, la quantità di SO4 risulta preponderante quindi è stata classificata come l'analogo dell'idroniojarosite con preponderanza di alluminio.
La descrizione del minerale è stata pubblicata nel 1979 in base ad una scoperta avvenuta nella miniera d'oro di Emma Louisa nel distretto di Guanaco, un centinaio di km a est-nordest di Taltal, Cile. Il nome è stato attribuito in onore del mineralogista tedesco Karl Schlossmacher.

## Morfologia
La schlossmacherite è stata trovata sotto forma di croste ed aggregati policristallini.

## Origine e giacitura
La schlossmacherite è stata scoperta come minerale secondario nella zona di ossidazione in un giacimento d'oro ricco di rame associata con ceruleite, chenevixite, olivenite, alumofarmacosiderite, mansfieldite, barite, quarzo e goethite.